# Nil Supérieur (région)
Pour les articles homonymes, voir Nil Supérieur.

Cartes des 10 États du Soudan du Sud et des trois régions historiques : le Nil Supérieur est coloré en jaune.

Le Nil Supérieur est une région située au nord-est du Soudan du Sud.

## Géographie
La région est composée des États de Jonglei, Unité, et du Nil Supérieur, et des zones administratives de Ruweng (en) et Pibor (en). Elle possède une frontière avec l'Éthiopie à l'est et le Soudan au nord.

## Histoire
La région du Nil supérieur a fait sécession de la République du Soudan le 9 juillet 2011, en même temps que les régions du Bahr el-Ghazal et de l'Équatoria. Les trois régions constituent maintenant la République du Soudan du Sud.